# Ивје
Ивје (блр. Іўе; литв. Vija) град је у западном делу Републике Белорусије. Административни је центар Ивјевског рејона Гродњенске области. Ивје има административни статус града у РБ од 2000. године.
Према подацима из 2011. у граду је живело 7.986 становника.

## Географија
Град Ивје смештен је у северном делу Гродњенске области, на око 158 km источније од административног центра рејона града Гродна и на око 136 km западно од главног града земље Минска.

## Историја
У писаним изворима Ивје се први пут помиње 1444. као великокнежевски двор навагрудског намесника ВК Литваније Петра Монтигердовича.
У Ивју је 1611. основана једна од првих штампарија на подручју Белорусије, у којој је штампана прва белоруска граматика. У граду је у исто време дејствовала и аријанска штампарија и школа.
Према неким верзијама, назив града потиче од татарске речи „еве“ (Өyә) која означава кућу (односно дом), што је и логично пошто у граду од најранијих времена живи највећа популација белоруских Татара. Џамија која је саграђена 1884. представљала је једину исламску богомољу на подручју Белорусије током совјетског периода историје ове земље. Ивје се данас сматра неслужбеном „татарском престоницом Белорусије“.
Административни статус града има од 12. јануара 2000. године.

## Демографија
Према подацима пописа становништва из 2009. у граду су живела 8.174 становника.
| 1959. | 1970. | 1979. | 1989. | 2009. | 2011. |
| ----- | ----- | ----- | ----- | ----- | ----- |
| 4.930 | 4.912 | 6.016 | 7.971 | 8.174 | 7.986 |

## Галерија
- Једна од градских улица
- Градска кафана
- Ивјевска џамија
- Римокатоличка црква светих Петра и Павла